# Lista de membros dos The Beatles
Esta lista cita os membros da banda britânica The Beatles, que tinha como principais integrantes John Lennon (1940–1980), Paul McCartney (1942), George Harrison (1943–2001) e Ringo Starr (1940).
Também integraram a banda os músicos Pete Best, entre 1960 e 1962, que saiu por desentendimentos com os outros integrantes e foi substituído por Ringo; Stuart Sutcliffe, entre 1960 e 1961, que morreu precocemente aos 21 anos; Jimmy Nicol, em 1964, substituindo Ringo quando este estava doente; Chas Newby, entre 1960 e 1961, que saiu para iniciar carreira como professor; Norman Chapman, em 1960; e Tommy Moore, em 1960.

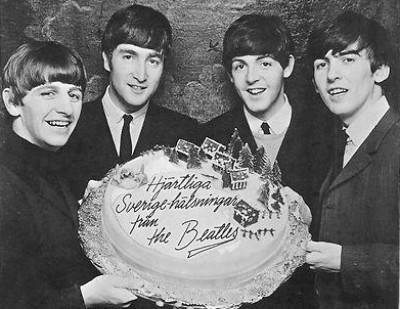
Os Beatles em 1963, com sua formação mais bem sucedida

## Principais
- John Lennon (nascido John Winston Lennon em Liverpool, em 9 de outubro de 1940, tornando-se John Winston Ono Lennon quando casado com a artista plástica Yoko Ono em 1969;[7] foi assassinado em Nova Iorque em 8 de dezembro de 1980): fundador do grupo e integrante dele de 1957 – quando ainda era o The Quarrymen – até 1970 (quando os integrantes se separaram antes da dissolução legal da justiça),[8] compositor, cantor e multi-instrumentista. Compôs vários sucessos dos Beatles, inclusive a canção "All You Need Is Love", apresentada na primeira transmissão por satélite ao vivo do mundo.[9]
- Paul McCartney (nascido James Paul McCartney em Liverpool, 18 de junho de 1942, tornado Sir James Paul McCartney quando condecorado com o OIB em 1997): compositor, multi-instrumentista, baixista, pianista, cantor, percussionista, guitarrista e baterista (na música "Back in the USSR"), membro de 1957 a 1970. McCartney é autor de músicas muito aclamadas dos Beatles. Desde a primeira música do primeiro disco Please Please Me, "I Saw Her Standing There", passando por hinos históricos como "Hey Jude", "Let It Be", "Eleanor Rigby", "Yesterday", "Penny Lane", entre outras, até a última música do último álbum dos Beatles, Let It Be, "Get Back", além de idealizar muitas criações conceituais da banda como o álbum Sgt. Peppers Lonely Hearts Club Band. Formou, com Lennon, a dupla mais celebrada do rock and roll, sendo atualmente considerado o maior artista vivo.[10]
- George Harrison (nascido em Liverpool, 25 de fevereiro de 1943, e morto de câncer em Los Angeles, a 29 de novembro de 2001): compositor, guitarrista solo, cantor, tocava sitar e outros instrumentos da Índia, percussionista, tocava teclado e sintetizador, membro de 1958 a 1970. Harrison tornou-se célebre por introduzir a música indiana no rock and roll, e produziu canções que com o tempo tornaram-se muito famosas: "While My Guitar Gently Weeps", "Here Comes the Sun", a balada "Something" e outras. Na década de 1970, Harrison desenvolveu uma carreira solo de grande sucesso, lançando álbuns aclamados pelo público e pela crítica.[11]
- Ringo Starr (nascido Richard Starkey em Liverpool, 7 de julho de 1940, tornado Sir Richard Starkey quando condecorado com o OIB em 2018[12]): baterista, percussionista, cantor, compositor (ocasionalmente), membro de 1962 a 1970.[12] Starr foi o último músico a entrar na banda.[12] Enquanto fazia parte do conjunto, ele compôs apenas duas canções: "Don't Pass Me By", para o álbum The Beatles e "Octopus's Garden" para o álbum Abbey Road e mais quatro em co-autoria com os outros beatles ("What Goes On" do Rubber Soul, "Flying" do Magical Mystery Tour, "Maggie Mae" e "Dig It" do Let It Be). Depois de sair da banda, ainda nos anos 1970, construiu uma carreira solo de sucesso considerável.[12]

## Lista completa
| Imagem               | Nome             | Entrada          | Saída      | Papel                                       | Notas | Ref.   |
| -------------------- | ---------------- | ---------------- | ---------- | ------------------------------------------- | --- | ------ |
|                      | John Lennon      | 1960             | 1969       | guitarrista; vocalista                      | permaneceu até o fim do grupo; foi assassinado em 1980 | [ 13 ] |
|                      | Paul McCartney   | 1960; 1994; 2023 | 1970; 1995 | guitarrista; baixista; baterista; vocalista | permaneceu até o fim da formação original e se reuniu com Ringo e outros músicos posteriormente | [ 13 ] |
|                      | George Harrison  | 1960; 1994       | 1970; 1995 | guitarrista; vocalista                      | permaneceu até o fim do grupo e se reuniu com Paul e Ringo entre 1994 e 1995; faleceu vítima de câncer em 2001 | [ 13 ] |
|                      | Ringo Starr      | 1962; 1994; 2023 | 1970; 1995 | baterista; vocalista                        | foi o quarto baterista do grupo, tendo entrado após a saída de Pete Best, Norman Chapman e Tommy Moore entre 1960 e 1962; permaneceu até o fim do grupo e se reuniu com McCartney e outros músicos posteriormente | [ 13 ] |
| Stuart sutcliffe.jpg | Stuart Sutcliffe | 1960             | 1961       | baixista e vocalista                        | foi o primeiro baixista do grupo, sendo substituído por Newby enquanto ainda estava vivo e por Paul McCartney depois de sua morte; faleceu precocemente aos 21 anos                                               | [ 2 ]  |
|                      | Chas Newby       | 1960             | 1961       | baixista                                    | foi baixista da banda por um curto período, entre 1960 e 1961, substituindo Stuart Sutcliffe | [ 4 ]  |
|                      | Tommy Moore      | 1960             | 1960       | baterista                                   | foi o primeiro baterista do grupo; esteve durante menos de um ano na banda | [ 6 ]  |
|                      | Norman Chapman   | 1960             | 1960       | baterista                                   | foi o segundo baterista do grupo, substituindo Tommy Moore; assim como Moore, ficou por menos de um ano no grupo                                                                                                  | [ 5 ]  |
|                      | Pete Best        | 1960             | 1962       | baterista; vocalista                        | foi o terceiro baterista de The Beatles, sendo substituído por Ringo Starr | [ 1 ]  |
|                      | Jimmy Nicol      | 1964             | 1964       | baterista                                   | substituiu Ringo em algumas ocasiões, quando este ficou doente | [ 3 ]  |

## Quinto Beatle
"Quinto Beatle" é um termo informal usado pelos fãs da banda e por vários comentaristas da imprensa ou de entretenimento, relacionado a pessoas que tiveram uma forte associação com o "quarteto de Liverpool", com exceção de John Lennon, Paul McCartney, George Harrison e Ringo Starr. É atribuído a:
- Stuart Sutcliffe, pelo seu papel no início do grupo como baixista;[14][15]
- Pete Best, baterista do grupo de 1960 a 1962; substituído por Ringo Starr;[16][15]
- Neil Aspinall, gerente dos Beatles de sua criação até 1963 e, em seguida, seu assistente pessoal.[17] Foi ao leme da empresa Apple Corps de quase quarenta anos antes de aposentar em fevereiro de 2007, um ano antes da sua morte em março de 2008;[18]
- George Best, jogador lendário do Manchester United nos anos 60. Na mesma época da beatlemania, angariou grande popularidade entre a juventude britânica, com seu jeito rebelde e agitado dentro e fora dos campos.[19]
- Klaus Voormann, artista, amigo dos Beatles e designer das capas do Revolver e do The Beatles Anthology;[15]
- Brian Epstein, descobridor do grupo e, em seguida, empresário dos Beatles até a sua morte em 1967;[15]
- George Martin, patrono da gravadora Parlophone, uma divisão da EMI, que contratou os Beatles em 1962. Deste ano em diante, ele produziu quase todos os álbuns do grupo, e foi responsável pela maioria dos arranjos das canções dos Beatles. Também, frequentemente tocou teclado ou piano nas gravações.[15]
- Jimmy Nicol, baterista que substituiu Ringo Starr quando este ficou doente, para uma dezena de concertos durante a turnê australiana dos Beatles em junho de 1964;[20]
- Derek Taylor, assessor de imprensa e confidente dos Beatles.[21] George Harrison disse em 1988: "Só havia dois 'quinto beatle': Neil Aspinall, e Derek Taylor";[22]
- Billy Preston, tecladista que participou da gravação dos álbuns Let It Be, Abbey Road e The Beatles.[23]